# Merwin Coad
Merwin Coad, född 28 september 1924 i Cawker City i Kansas, är en amerikansk politiker (demokrat). Han var ledamot av USA:s representanthus 1957–1963.
Coad efterträdde 1957 James I. Dolliver som kongressledamot och var tre perioder i representanthuset.